# Phare de Musselbed Shoals

Le phare de Musselbed Shoals (en anglais : Musselbed Shoals Light), est un phare actif situé dans la baie de Narragansett, à l'entrée ouest de Mount Hope Bay (en), dans le Comté de Newport (État de Rhode Island).
Il a été victime de l'Ouragan de Nouvelle-Angleterre (1938) et remplacé par une tourelle métallique.

## Histoire
Cette zone était déjà marquée par un amer en pierre lorsque l'United States Lighthouse Board a recommandé la construction d’un phare en 1871. Cette décision faisait suite à plusieurs années de tentatives infructueuses pour remplacer le bateau-phare de Hog Island Shoal par un feu fixe sur les deux hauts-fonds formant les bords du chenal menant à Mount Hope Bay). L'appropriation a été faite en 1873 et la première lumière a été activée en août de la même année.
La forme de la structure est restée essentiellement la même au fil des ans : une petite maison carrée avec une lanterne et une cloche de brume sur le toit, le tout perché sur une pile de blocs de pierre à peine plus grande que la maison elle-même. Cependant, le bâtiment a dû être reconstruit ou réparé plusieurs fois au cours des années, en raison des dommages causés par les glaces en mouvement. Les dommages causés à la jetée à l’hiver de 1875 (la structure entière a été déplacée) ont conduit à l’agrandissement de la jetée en 1878, la maison ayant été temporairement transférée sur le rivage. En 1920, la glace a de nouveau endommagé la jetée et, quatre ans plus tard, la maison a été reconstruite, l’habitation originale à une seule pièce ayant été agrandie à quatre pièces.
L'ouragan de 1938 a dévasté les phares bas situés dans la région et celui de Musselbed Shoals n'a pas fait exception à la règle. La lumière a été jugée inutile de réparer, et l'année suivante, elle a été démolie.
Elle a été remplacée par une tour à claire-voie qui reste en service. Elle se trouve à environ 500 m à l'ouest du phare de Hog Island Shoal, à l'extrémité nord de l'île Aquidneck.

## Description
Le phare actuel  est une tour métallique à claire-voie avec une balise moderne de 6 m de haut, montée sur une base en béton. La tour porte une marque de jour rouge triangulaire. Il émet, à une hauteur focale de 8 m, un éclat rouge de 0.6 seconde par période de 6 secondes. Sa portée est de 6 milles nautiques (environ 11 km) et un feu à secteurs (blanc, rouge et vert) fixe d'une portée de 9 milles nautiques (environ 17 km) pour le feu blanc et de 7 milles nautiques (environ 13 km) pour le feu rouge et vert.
Il est aussi équipé d'une corne de brume radiocommandée émettant un blast par période de 20 secondes.

## Caractéristiques dufeu maritime
Fréquence : 6 secondes (R)
- Lumière : 0.6 seconde
- Obscurité : 5.4 secondes

Identifiant : ARLHS : USA-959 ; USCG : 1-18150 - Amirauté : J0572 .

### Lien connexe
- Liste des phares au Rhode Island